# Касьяненко Даніїл Костянтинович
Данії́л Костянти́нович Касья́ненко (нар. 5 березня 1996 — 6 серпня 2015) — український військовик, солдат Збройних сил України, учасник російсько-української війни.

## Життєпис
Народився 1996 року в місті Запоріжжя. Закінчив запорізьку гімназію № 107.
Брав активну участь у подіях Революції Гідності. В часі війни — солдат зведеної штурмової роти «Карпатська Січ» 93-ї окремої механізованої бригади з перших днів заснування підрозділу.
6 серпня 2015 року загинув близько 18-ї години внаслідок прямого влучання міни з 82-мм міномета під час бойового чергування на позиції поблизу Опитного (висота «Джокер»). Тоді ж загинув Олег Костюк.
Похований на Леванівському цвинтарі Запоріжжя 8 серпня 2015 року.
Без сина лишився батько.

## Нагороди та вшанування
За особисту мужність, сумлінне та бездоганне служіння Українському народові, зразкове виконання військового обов'язку відзначений — нагороджений
- орденом «За мужність» ІІІ ступеня (16.1.2016, посмертно)[1]
- орденом «За заслуги перед Запорізьким краєм» ІІІ ступеня (посмертно)[2]
- травнем 2016-го на будові запорізької гімназії № 107 відкрито меморіальну дошку Даніїлу Касьяненку
- 18 травня 2017 року у Запоріжжі встановлено дошку з іменами полеглих військовослужбовців 93-ї бригади на одному з будинків, що розташований на вулиці, названій на честь підрозділу — «Героїв 93-ї бригади».
- У 2020 році під час 35-ї сесії Запорізької обласної ради дев'ятнадцятирічний боєць Даніїл Касьяненко посмертно отримав звання «Почесний громадянин Запорізької області».[3]

### Відео
- Nolan Peterson, This Is What the Ukraine War Looks Like: 8 Days on the Front Line [Архівовано 11 червня 2018 у Wayback Machine.](англ.) // The Daily Signal, 8—15 червня 2015 — інтерв'ю Даніїла Касьяненка з зони бойових дій

| Емблема Збройних сил України | Це незавершена стаття про військового чи військову Збройних сил України. Ви можете допомогти проєкту, виправивши або дописавши її. |